# 2-й Капотнинский проезд
Второ́й Капо́тнинский прое́зд (до 24 сентября 2013 года — Проекти́руемый прое́зд № 5217) — проезд в Юго-Восточном административном округе города Москвы на территории района Капотня.

## История
Проезд получил современное название 24 сентября 2013 года, до переименования назывался Проектируемый проезд № 5217.

## Расположение
2-й Капотнинский проезд проходит от улицы Капотня на юг, не доходя до МКАД, поворачивает на юго-запад и оканчивается тупиком. Между улицей Верхние Поля, улицей Капотня и МКАД расположен Московский нефтеперерабатывающий завод. Между улицей Капотня, 1-м Капотнинским проездом и 2-м Капотнинским проездом расположен 2-й квартал Капотня. Нумерация домов начинается от улицы Капотня.

## Транспорт

### Наземный транспорт
По 2-му Капотнинскому проезду не проходят маршруты наземного общественного транспорта. У северного конца проезда, на улице Капотня, расположена остановка «МКАД» автобусов 54, 95, 305, 655, 655к, 1063.

### Метро
- Станция метро «Братиславская» Люблинско-Дмитровской линии — северо-западнее проезда, на пересечении Мячковского бульвара и улицы Перерва.
- Станция метро «Марьино» Люблинско-Дмитровской линии — северо-западнее проезда, на пересечении Люблинской улицы с Новомарьинским и Новочеркасским бульварами и Новомарьинской улицей.